# Stigmella neodora
Stigmella neodora là một loài bướm đêm thuộc họ Nepticulidae. Nó được tìm thấy ở Karnataka in Ấn Độ.